# Lispe hamanae
Lispe hamanae är en tvåvingeart som beskrevs av Hori och Hiromu Kurahashi 1966. Lispe hamanae ingår i släktet Lispe och familjen husflugor. Inga underarter finns listade i Catalogue of Life.